# Sheikh Hanafi-moskee
De Sheikh Hanafi-moskee is een moskee in de Eritrese havenstad Massawa. De moskee werd gebouwd in de 15e eeuw en staat op de Piazza degli Incendi in het centrum van de oude stad van Massawa. Het werd gebouwd in opdracht van keizer Zara Yaco en blijft één van de mooiste voorbeelden van Ethiopisch-islamitische architectuur.